# Hans Adolf Karl von Bülow
Hans Adolf Karl Graf von Bülow, eigentlich Hans Graf von Bülow (* 10. Februar 1807 in Essenrode; † 12. Februar 1869 im Schloss Nimmersatt bei Bolkenhain) war ein mecklenburg-schwerinscher Staatsminister.

## Leben

### Familie
Hans Adolf Karl von Bülow stammt aus der V. Bülowschen Familienlinie, a.d.H. Groß Siemen und war der Sohn von Hans von Bülow und dessen Ehefrau Jeanette, geborene Schmucker (1781–1855) aus Berlin. Seine Geschwister waren:
- Adelheid von Bülow (* 31. Juli 1805 in Magdeburg; † 5. September 1840 in Oberschmiedeberg), verheiratet mit Hans Ludwig August von der Schulenburg (1798–1874), Kammerherr;
- Louise Mathilde von Bülow (* 1806; † unbekannt);
- Hans Werner Julius von Bülow (* 26. Februar 1810 in Berlin; † 21. Mai 1866 in Nimmersatt), verheiratet mit Karoline Molly Amalie von Hoffmann (1812–1897), Besitzer von Schloss Nimmersatt[2], Abgeordneter im preußischen Abgeordnetenhaus.

Er war seit dem 28. Oktober 1830 verheiratet mit Luise Karoline Henriette (* 8. Juli 1809; † 24. Oktober 1858 in Berlin), einer Tochter von Ernst von Bülow-Cummerow und dessen Ehefrau Friederike Dorothea Elisabeth (* 1780; † unbekannt), Tochter des Heinrich Ernst Fliessbach (1740–1806), Hofküchenmeister des Prinzen Karl von Mecklenburg-Strelitz. Gemeinsam hatten sie drei Kinder:
- Elisabeth Luise Adelheid von Bülow (* 10. September 1831 in Kummerow; † 24. Oktober 1906 in Schwerin), verheiratet mit Rudolf Karl Friedrich Wilhelm von Bassewitz (* 13. Juli 1823 in Berlin; † 15. Dezember 1877 in Raguth);
- Adelheid Ernestine Sofie von Bülow (* 4. April 1833; † 18. April 1891 in Ornshagen im Kreis Regenwalde), verheiratet mit Ludwig Nikolaus Friedrich Ernst Gustav von Perponcher-Sedlnitzki (* 19. Juni 1827 in Berlin; † 30. November 1914 in Ornshagen) Sohn von Hendrik George de Perponcher Sedlnitzki und preußischer Vizeoberschlosshauptmann, wurde am 9. Juni 1853 in den Grafenstand erhoben;
- Hans Gottfried Georg von Bülow (* 29. August 1839; † 19. Dezember 1887).

### Werdegang
Hans Adolf Karl von Bülow verlebte seine Kindheit teils in Kassel, teils auf dem väterlichen Gutsbesitz in Essenrode und teils in Berlin, dort besuchte er auch das französische Gymnasium, und schloss seine schulische Ausbildung 1825 auf der Klosterschule Roßleben ab.
Er studierte an der Universität Berlin und der Universität Göttingen die Rechts- und Kameralwissenschaften, machte 1828 sein erstes Examen am Kammergericht und begann seine dienstliche Laufbahn als Auskultator beim Stadtgericht Berlin. 1830 absolvierte er das Examen bei der Regierung in Stettin und trat anschließend als Referendar dort ein.
Unterbrochen von einer zweijährigen Verwaltung, in der er die Besitzungen seines Schwiegervaters verwaltete, machte er 1836 sein Staatsexamen und wurde als Assessor in die Abteilung des Inneren der Regierung Stettin dorthin versetzt; dort blieb er bis 1840 als Hilfsarbeiter kommissarisch tätig.
1841 erfolgte seine Versetzung als Regierungsrat nach Danzig, er wurde dann jedoch noch im gleichen Jahr zur Verfügung des Ministers der Auswärtigen Angelegenheiten dorthin versetzt. 1842 wurde er zu Verhandlungen wegen des Sundzolles nach Kopenhagen entsandt und kehrte 1845 auf den Dienstposten als Wirklicher Legations- und Vortragenden Rat in der politischen Abteilung zurück.
1848 wurden ihm die Geschäfte des ersten Rates der politischen Abteilung übertragen und im Dezember 1848 erhielt er die Leitung des Ministeriums der auswärtigen Angelegenheiten interimistisch, bis er auf eigenen Antrag 1849 von dieser Funktion wieder entbunden wurde; daraufhin kehrte er in sein Amt als Unterstaatssekretär beim Grafen Arnim zurück.
Auf eigenen Wunsch erfolgte seine Ernennung zum außerordentlichen Gesandten und bevollmächtigten Minister am Königlichen Hannoverschen Hof, verließ diesen Posten jedoch kurz darauf, aufgrund des Zerwürfnisses mit Hannover, wieder.
1850 war er Mitglied des Volkshauses des Erfurter Unionsparlaments. Er legte das Mandat nach kurzer Zeit nieder (das Protokoll vom 18. April nennt die Mandatsniederlegung), es wurde kein Nachfolger bestimmt. Er wurde Mitglied der ersten Kammer im Preußischen Landtag und dort mit Aufträgen an den Großherzog Friedrich Franz II. von Mecklenburg betraut, der ihn die Leitung seines Ministeriums übernehmen ließ.
Auf den Wunsch des Königs wurde er 1850, als Nachfolger von Ludwig von Lützow, Staatsminister und Präsident des gesamten Ministeriums des Herzogtums Mecklenburg-Schwerin  (Ministerpräsident) mit Beibehaltung der Rechte eines preußischen Untertans und den Vorbehalt, jederzeit wieder in den Dienst des Königs Friedrich Wilhelm IV. einzutreten; er blieb bis 1858 in diesem Amt. Im Winter 1850/51 reiste er zu den Dresdner Ministerialkonferenzen, bei denen es um die Wiederherstellung des Deutschen Bundes ging.